# Estibaliz Urresola Solaguren
Estibaliz Urresola Solaguren (Laudio, Àlaba, 4 de maig de 1984) és una directora, guionista i productora de cinema basca.

## Biografia
Estibaliz Urresola és llicenciada en comunicació audiovisual per la Universitat del País Basc i ha treballat durant cinc anys en la indústria cinematogràfica i televisiva basca. També té un màster en Direcció de Cinema i un altre en Film Business (ESCAC). L'any 2019 va fundar la seva pròpia productora, Sirimiri Films.

## Filmografia
- 20.000 espècies d'abelles (llargmetratge)[4]
- Cuerdas (2022)[5]
- Somos polvo (2020)[6]
- Casos gramaticales (2018)
- Nor Nori Nork (2018)[7]
- Voces de papel (2016)
- Adri (2013)

## Premis
- Millor documental Txapela d'or en el festival Zinemaldia.cat de Barcelona per Voces de papel.[8]
- El curtmetratge Somos polvo va ser premiat als festivals de cinema de Málaga, Zinebi i Cortada.[9]
- El curtmetratge Cuerdas va guanyar el Rails d'Or a la Setmana de la Crítica de Canes (2022).[10]
- Premi Forqué 2022 al millor curtmetratge per Cuerdas.[11]